# .name
.name je generická doména nejvyššího řádu určená pro osobní stránky. Byla zavedena v roce 2001, ale registrace byly přijímány až v roce 2002.
V době zavedení této domény bylo možné registrovat pouze domény ve formátu jméno.příjmení.name, přičemž část příjmení.name byla sdílena více lidmi, takže mohly existovat domény pavel.novak.name a zároveň jan.novak.name. Dále mohly existovat e-mailové adresy pavel@novak.name a jan@novak.name.
Popsaný formát nebyl moc populární, takže byla pravidla registrace změněna, a nyní je možné registrovat i jména na druhé úrovni.